# Victor von Podbielski

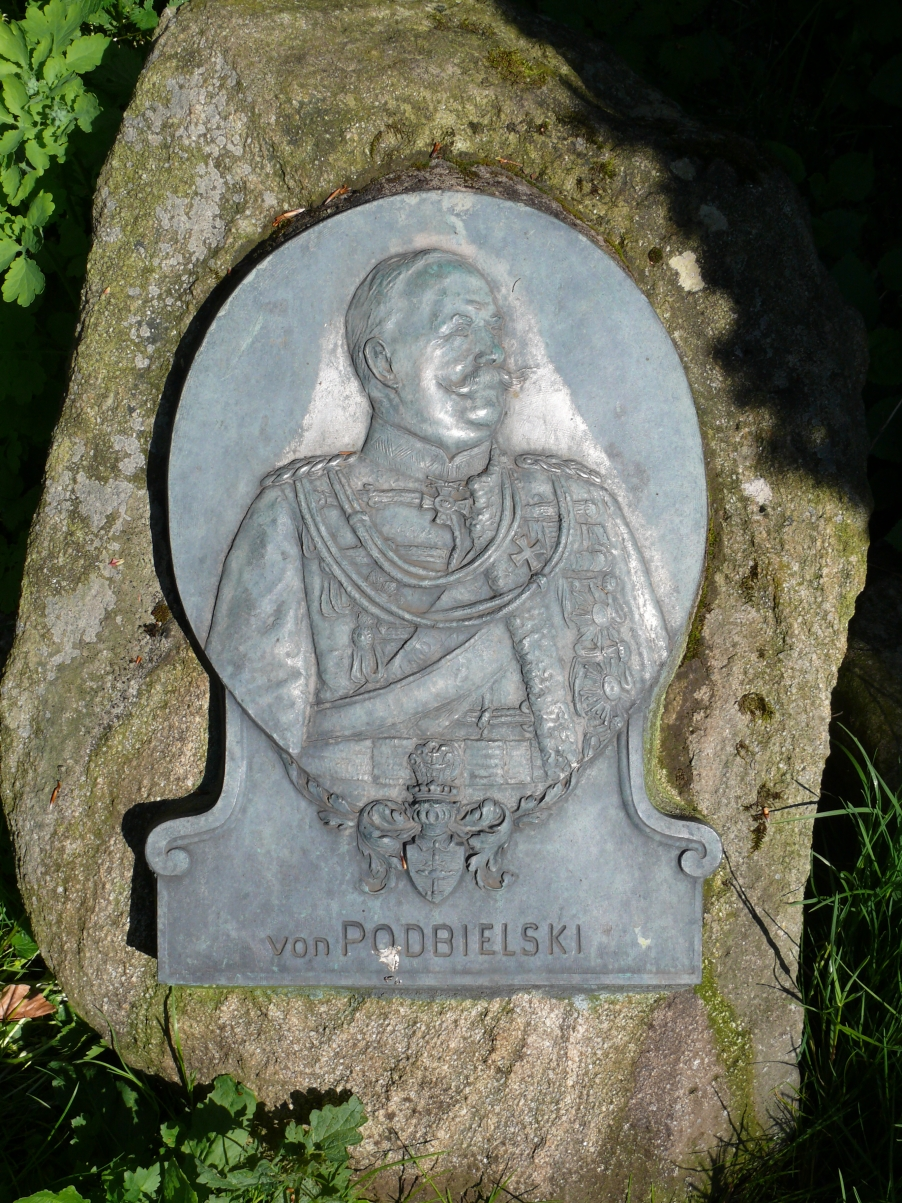
Victor von Podbielski

Victor Adolf Theophil von Podbielski (ur. 26 lutego 1844 we Frankfurcie nad Odrą, zm. 21 stycznia 1916 w Berlinie) – królewsko-pruski generał-lejtnant, sekretarz stanu, szef Reichspostamtu, pruski minister rolnictwa; właściciel dóbr Dallmin, Bootz i Streesow, wszystkie w powiecie Westprignitz.
Wywodził się z polskiego rodu szlacheckiego, syn generała kawalerii Theophila von Podbielskiego (1814-1879) i Agnes von Jagow (1823-1887). Ojciec polityka NSDAP i nadburmistrza Frankfurtu nad Odrą Viktora von Podbielskiego (1892-1945).